# Strophanthus eminii
Strophanthus eminii är en oleanderväxtart som beskrevs av Paul Friedrich August Ascherson och Ferdinand Albin Pax. Strophanthus eminii ingår i släktet Strophanthus och familjen oleanderväxter. Inga underarter finns listade i Catalogue of Life.